# Silvrettagruppen
Silvrettagruppen (tyska: Silvrettagruppe eller Silvretta) är en bergsmassiv i Schweiz och Österrike. Massivets högsta punkt är Piz Linard i Schweiz, 3411 meter över havet.  
I den österrikiska delen och på gränsen mellan Schweiz och Österrike ingår bland annat följande toppar:

- Augstenköpfe
- Berglerkopf
- Bidnerspitze
- Bieltalkopf
- Blödigturm
- Chessichopf
- Chessihorn
- Chessispitz
- Chlein Seehorn
- Dreiköpfel
- Dreiländerspitze
- Finsterkarspitze
- Fluchthorn
- Gemsspitz
- Glötterspitze
- Grenzeckkopf
- Gross Seehorn
- Haagspitze
- Heidelberger Spitze
- Hennebergspitzen
- Hennekopf
- Hintere Lobspitze
- Hinterer Satzgrat
- Hoher Kogel
- Hohes Rad
- Kleine Egghörner
- Kleine Lobspitze
- Kleiner Litzner
- Klostertaler Egghorn
- Langgrabenspitze
- Larainferner Spitze
- Lobturm
- Madlenerspitze
- Mittelgrat
- Mittlere Lobspitze
- Motta Lada
- Nördl. Kl. Klostert Egghorn
- Ochsenkopf
- Pfannknecht
- Piz Buin
- Piz Larain
- Plattenspitzen
- Plattenturm
- Radkopf
- Rauher Kopf
- Rotfluh
- Russkopf
- Sattelkopf
- Schattenspitze
- Schnapfenlochspitze
- Schnapfenspitze
- Schneeglocke
- Schönfurgge Spitze
- Sedelspitze
- Seenadlen
- Seeschijen
- Signalhorn
- Signalspitz
- Silvrettahorn
- Sonntagsspitze
- Südliche Valgraggesspitze
- Tirolerkopf
- Totenfeldkopf
- Uf den Chöpf
- Valgraggeskopf
- Valgraggestürme
- Valgraggeszwillinge
- Verhupfspitze
- Vermuntkopf
- Westliches Gamshorn
- Winterberg
- Vordere Getschner Spitze
- Vorderer Satzgrat
- Zahnspitze
- Zahnturm
- Zwillinge
- Östliche Plattenspitze
- Östlicher Kromerspitz